# Fraude alimentaire
La fraude alimentaire est la production et / ou mise sur le marché intentionnelle de produits alimentaires non conformes à des fins de gains économiques pouvant affecter la santé du consommateur. Ce type de fraude est en augmentation dans l'Union européenne et en Suisse. Elle rapporterait à la mafia plus de 50 milliards de dollars dans le monde, dont près de 25 milliards en Italie en 2018,,.

## Exemples
La fraude alimentaire existait avant l'industrie alimentaire moderne, de façon disséminée. Par exemple, au XVIIIe siècle, des bouchers gonflaient d’air la carcasse de leur animal pour augmenter le volume, ou maquillaient déjà la viande grisâtre pour la rendre plus rouge. Ou encore des boulangers coupaient la farine de leur pain avec des produits divers et variés (plâtre, craie, sable, talc, fécule de pomme de terre...).
Le miel, les épices, la viande (Fraude à la viande de cheval de 2013) et le poisson font partie des types de produits concernés par la fraude,. En France, d'après Foodwatch, une épice sur deux serait frauduleuse. Au Canada, en 2015-2016, sur 3601 aliments importés testés, 20 % n'étaient pas conformes, dont certains frauduleux.
La fraude alimentaire concerne aussi particulièrement l'origine des produits, les prétentions de bien-être animal, les produits issus de l'agriculture biologique et les aliments équitables.